# Médaille du jubilé de platine d'Élisabeth II
Pour les articles homonymes, voir Médaille du jubilé.
La médaille du jubilé de platine d'Élisabeth II est une médaille commémorative créée pour célébrer le jubilé de platine de la reine Élisabeth II à l'occasion de ses 70 ans de règne, en 2022. La médaille est décernée aux personnes travaillant dans le service public et notamment les forces armées, les services d'urgence et les services pénitentiaires,,.

## Description
La médaille est en maillechort, et est produite par le Worcestershire Medal Service à Birmingham. L'avers représente un buste de la reine Élisabeth II réalisé par Ian Rank-Broadley. Le revers représente la barre, le cimier et les lambrequins des armoiries royales du Royaume-Uni, utilisées en dehors de l'Écosse. Le ruban comporte des bordures argentées rappelant le ruban de la médaille du jubilé d'argent d'Élisabeth II, deux bandes rouges rappelant le ruban de la médaille du jubilé de diamant d'Élisabeth II et une bande centrale bleue rappelant le ruban de la médaille du jubilé d'or d'Élisabeth II.

## Éligibilité
La médaille peut être décernée à :
- tous les membres actifs des forces armées qui ont accompli cinq années civiles complètes de service au 6 février 2022 ;
- tous les personnels des services d'urgence de première ligne qui ont été rémunérés, retenus ou volontaires, qui s'occupent des urgences dans le cadre de leur service et qui ont accompli cinq années civiles complètes de service au 6 février 2022 ;
- tous les personnels de l'administration pénitentiaire (fonctionnaires), régulièrement exposés à des situations difficiles, et parfois d'urgence, qui ont accompli cinq années civiles complètes de service au 6 février 2022 ;
- tous les membres de la famille royale, tous les fonctionnaires royaux et les personnels de soutien de la famille royale ayant un an de service qualifié ;
- tous les récipiendaires vivants de la Croix de Victoria ;
- tous les récipiendaires vivants de la Croix de George.